# Tataouine Sud
Tataouine Sud est une délégation tunisienne dépendant du gouvernorat de Tataouine.
En 2004, elle compte 33 783 habitants dont 16 411 hommes et 17 372 femmes répartis dans 6 071 ménages et 7 797 logements.